# Liṅgāyat

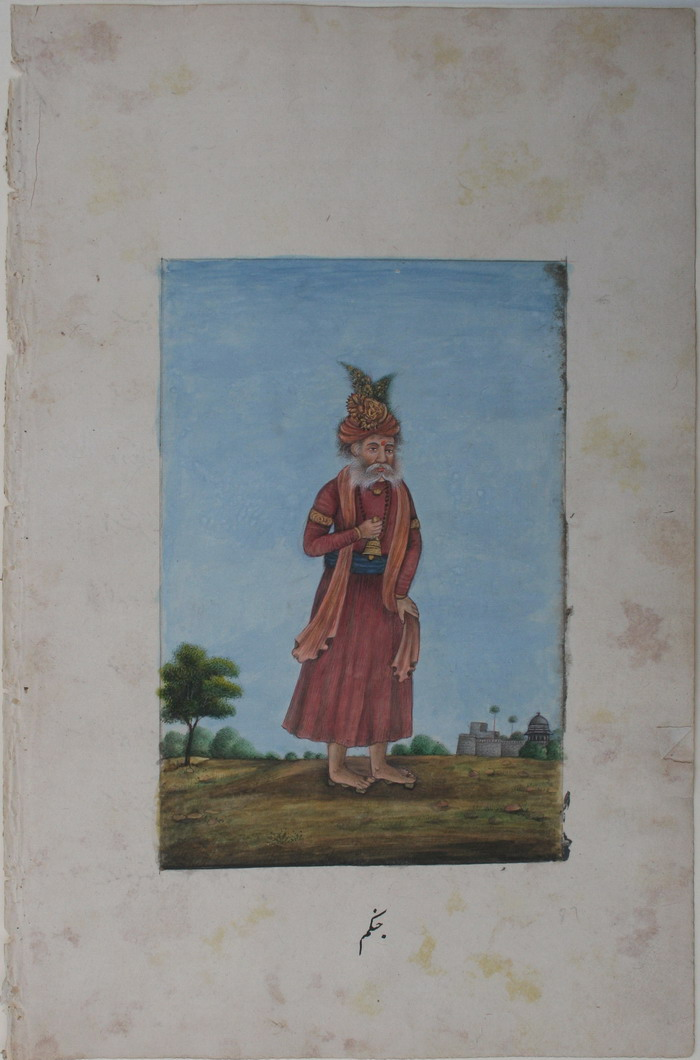
Seguace Liṅgāyat, acquarello del 1835.

Liṅgāyat ("Coloro che portano il liṅgā") è una setta religiosa śaiva fondata dal filosofo indiano Basava nel XII secolo. La setta, i cui adepti sono anche noti come vīraśaiva ("eroi di Śiva"), è tuttora attiva principalmente nello Stato del Karnataka.

## Generalità
Devoto di Śiva, Basava (1106 – 1167 circa), brahmano presso la corte del re di Kalyāṇa, fondò una comunità basata sui principi dell'egualitarismo e della devozione (bhakti), opponendosi così al sistema delle caste e alle pratiche ascetiche. Il movimento religioso rifiuta sia il culto presso i templi sia quello delle icone, con l'unica eccezione del liṅgā, il segno di Śiva, che i seguaci portano come pendente al collo, oggetto di culto quotidiano. A differenza di quasi tutti gli altri movimenti religiosi hindu, i Liṅgāyat non cremano i cadaveri, praticando invece la sepoltura.
I Lingayat pur credendo nella dottrina del saṃsāra e nel karma , confidano nella liberazione in vita, e quindi di non reincarnarsi più. Dal punto di vista teologico la dottrina dei Liṅgāyat può etichettarsi come un monoteismo non-dualista: i fedeli credono che dopo la morte potranno unirsi a Dio.

## Iṣṭaliṅgā
Il liṅgā che i fedeli portano al collo è detto anche iṣṭaliṅgā, ("l'amato liṅgā"). Per essi, l'iṣṭaliṅgā non è una rappresentazione di Śiva, ma il Dio stesso. Questo liṅgā, portato al collo con una collana, è usualmente assegnato sin dalla nascita, e il fedele non se ne separerà mai. E siccome anche il fedele si ritiene essere una forma di Dio, l'adorazione quotidiana non è altro che l'incontro di Dio con sé stesso, unione del microcosmo col macrocosmo. L'adorazione dell'iṣṭaliṅgā da parte del fedele comincia, nella sua vita, con una cerimonia di iniziazione (detta iṣṭaliṅgā dīkṣā) da parte di un guru, ed è una pratica che egli eseguirà quotidianamente. Questa iniziazione, che avviene negli anni della pubertà, ha anche valore di affiliazione per chi, non essendo nato in una comunità Liṅgāyat, vuole diventarne seguace..